# Corydoras melini
Corydoras melini is een straalvinnige vissensoort uit de familie van de pantsermeervallen (Callichthyidae). De wetenschappelijke naam van de soort is voor het eerst geldig gepubliceerd in 1930 door Lönnberg & Rendahl.